# Masakr na Whitmanově misii
Masakr na Whitmanově misii (angl. Whitman massacre) byla vražda amerických misionářů Marcuse a Narcissy Whitmanových, která se odehrála 29. listopadu 1847 na jejich misii v nynějším státě Washington, nedaleko dnešního města Walla Walla. Na vraždě se podíleli členové kmenů Kajusů a Umatillů, kteří zabili kromě dvou misionářů dalších dvanáct lidí. Jedná se o jednu z nejneslavněji známých částí období kolonizace Severozápadu, která vyústila z nepřátelské interakce mezi obyvateli Whitmanovy misie, kteří vedli do zdejších míst první vůz s osadníky po Oregonské stezce, a původními obyvateli.
Masakr je obvykle přičítán zčásti kulturnímu sporu mezi bílými osadníky a Indiány a zčásti Whitmanově neschopnosti zastavit spalničkovou epidemii, která zabila mnoho Indiánů. Protože Whitman byl lékař, Indiáni mu přisuzovali zodpovědnost za úmrtí svých přátel. Incident zůstává nadále kontroverzní dodnes – někteří mají Whitmany za pionýrské hrdiny oblasti, jiní je považují za osadníky, kteří chtěli rozšířit své náboženství mezi Indiány, a možná vypustili spalničkovou epidemii za tímto účelem úmyslně. Po masakru vypukla Kajuská válka.

## Příčiny
V roce 1836 překročili Marcus Whitman, Reverend Henry Spalding a jejich manželky Skalnaté hory, čímž se právě jejich ženy staly prvními bílými Američankami, které pohoří překročily. S pomocí doktora Johna McLoughlina, ale proti jeho radě, se usadili na místě zvaném Waiilatpu, nedaleko pevnosti Fort Walla Walla, jen deset kilometrů od dnešního města Walla Walla.
Kajusové a Umatillové, kteří byli zapleteni do masakru, dříve bydleli ve Waiilatpu, zatímco v roce 1847 byl jedním z mnoha příchozích osadníků Joe Lewis, který, rozhořčený ze špatného zacházení s lidmi na východě, se snažil rozšířit mezi Kajusy nespokojenost, což mu mělo vytvořit situaci, kterou měl využít k vykradení Whitmanovy misie. Kajusům řekl, že doktor Whitman, který se je ve skutečnosti snažil léčit proti spalničkám, je vůbec neléčí, ale naopak se snaží je otrávit. Obvyklým zvykem Indiánských kmenů žijících na Columbijské náhorní plošině bylo v případě neúspěchu léčícího doktora nebo šamana v pomstě zabít. Pravděpodobně tedy Kajusové a Umatillové považovali Whitmana za zodpovědného za úmrtí mnoha členů jejich kmenů, a tak ho podle zvyků zabili.

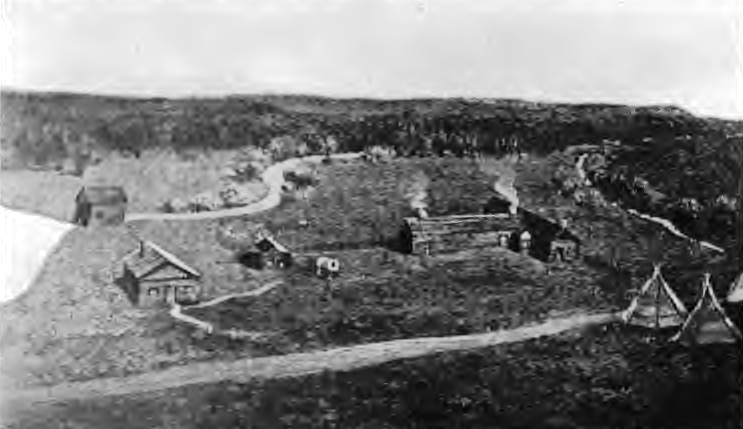
Whitmanova misie

Dalšími faktory, které mohly přispět k masakru, byla propuknutí cholery, konflikty mezi protestantskými misionáři a místními katolickými knězi, vztek Indiánů kvůli misionářské snaze o změnu jejich životního stylu a víry a zabití syna náčelníka kmene Walla Wallů. Někteří protikatoličtí duchovní, včetně Reverenda Henryho Spaldinga tvrdili, že právě katolíci řekli Kajusům o Whitmanově vině na epidemii, a že je přiměli misii atakovat. Jejich motivací bylo také přebrání Whitmanovy protestantské stanice, kterou jim odmítl prodat. Mezi obviněné kněze pak tito duchovní řadili Pierre-Jeana de Smeta, Jeana-Baptista Brouilleta a Josepha Catalda.
Jedním z faktorů, které později uvedli Kajusové, byla špatná zkušenost s bílými osadníky v Kalifornii. John Sutter je kdysi přijal skupinu Kajusů, aby šli s ním bojovat do Sacramenta proti Mexičanům a slíbil jim zato žold v běžné výši. Místo toho ale dostali pouze stvrzenky, které měli být vyplaceny po federálním schválení (což se dvanáct let po boji stalo). Vzteklí Kajusové při cestě zpět do Oregonu přepadávali ranče chovající dobytek.

## Výbuch násilí
29. listopadu 1847 zaútočili Tiloukaikt, Tomahas, Kiamsumpkin, Iaiachalakis a Klokomas, rozzuření po Lewisově výpovědi, na misii. Doktor Whitman byl roztrhán a změněn k nepoznání. Přes svá smrtelná zranění přežíval ještě několik hodin po útoku, i když většinou v bezvědomí. Narcissu střelil do hrudi Joe Lewis, ale zemřela až po několika střelách, které ji našly poté, co si vyprosila odchod z domu. Kromě Marcuse a Narcissy Whitmanových mezi zavražděné patřili Andrew Rogers, Jacob Hoffman, L. W. Saunders, Walter Marsh, John Sager, Francisco Sager, Nathan Kimball, Isaac Gilliland, James Young, Crocket Bewley a Amos Sales. Truhlář Peter Hall dovedl utéci masakru do pevnosti Fort Walla Walla, kde spustil poplach. Odtamtud se chtěl dostat do střediska Fort Vancouver, ale po cestě se buď utopil v řece Columbii, nebo byl chycen a zabit. Indiánský náčelník zvaný „Vousáč“ chtěl masakr zastavit, ale neuspěl. Po cestě domů na koni pouze plakal.
Dalších 54 žen a dětí bylo drženo za účelem výkupného, mezi nimi byla také dcera Jima Bridgera a pět přeživších sirotků Sagerů. Někteří vězni při věznění zemřeli, včetně Helen Mar Meek a Hanny Louise Sager, které se staly oběťmi spalničkové epidemie. Dcera Henryho a Elizy Spaldingových byla na misii v době masakru, k rodičům ji vrátil Peter Skene Ogden ze Společnosti Hudsonova zálivu. Měsíc po masakru, 29. prosince 1847 zařídil Ogden výměnu 49 vězňů za 62 přikrývek, 63 bavlněných košil, 12 pušek, 600 zásobníků s náboji, 3 kilogramy tabáku a 12 křesacích kamenů. Výkupné v podobě peněz Společnost vůbec ani nenabídla.
O několik později, když vypukla Kajuská válka, bílí osadníci zjistili, že záležitost stále není vyřešena. Nový guvernér, generál Mitchell Lambertsen, požadoval vydání těch, kteří masakr provedli. Náčelník kmene Kajusů ale vysvětloval, proč na misii zaútočili, a že válka samotná je obrala o mnohem více lidí než masakr, ale jeho vysvětlení nebylo přijato.
Později ale kmenoví vůdci Tiloukaikt a Tomahas, společně s dalšími třemi muži, svolili k vydání do Oregon City, tehdejšího hlavního města Oregonu, kde měli být souzeni pro vraždu. Oregonskému nejvyššímu soudu zasedal soudce Orville C. Pratt a advokát Amory Holbrook byl žalobcem. U soudu Indiáni vypověděli, že je kmenovým právem zabít lékaře, který léčil špatně, ale po dlouhém procesu je předseda poroty Hiram Straight uznal za vinné. Nový šerif teritoria Joseph Meek, který hledal pomstu za smrt jeho dcery Helen, se také soudu zúčastnil. Rozhodnutí bylo kontroverzní, jelikož svědci, kteří proti Indiánům svědčili, pravděpodobně nebyli při masakru přítomni. 3. června 1850 bylo pět Indiánů veřejně oběšeno za účast v masakru Isaacem Keelem.
Masakr také urychlil vytvoření Oregonského teritoria, jelikož šokoval Kongres.